# Kościół ewangelicki w Nowej Wsi Spiskiej

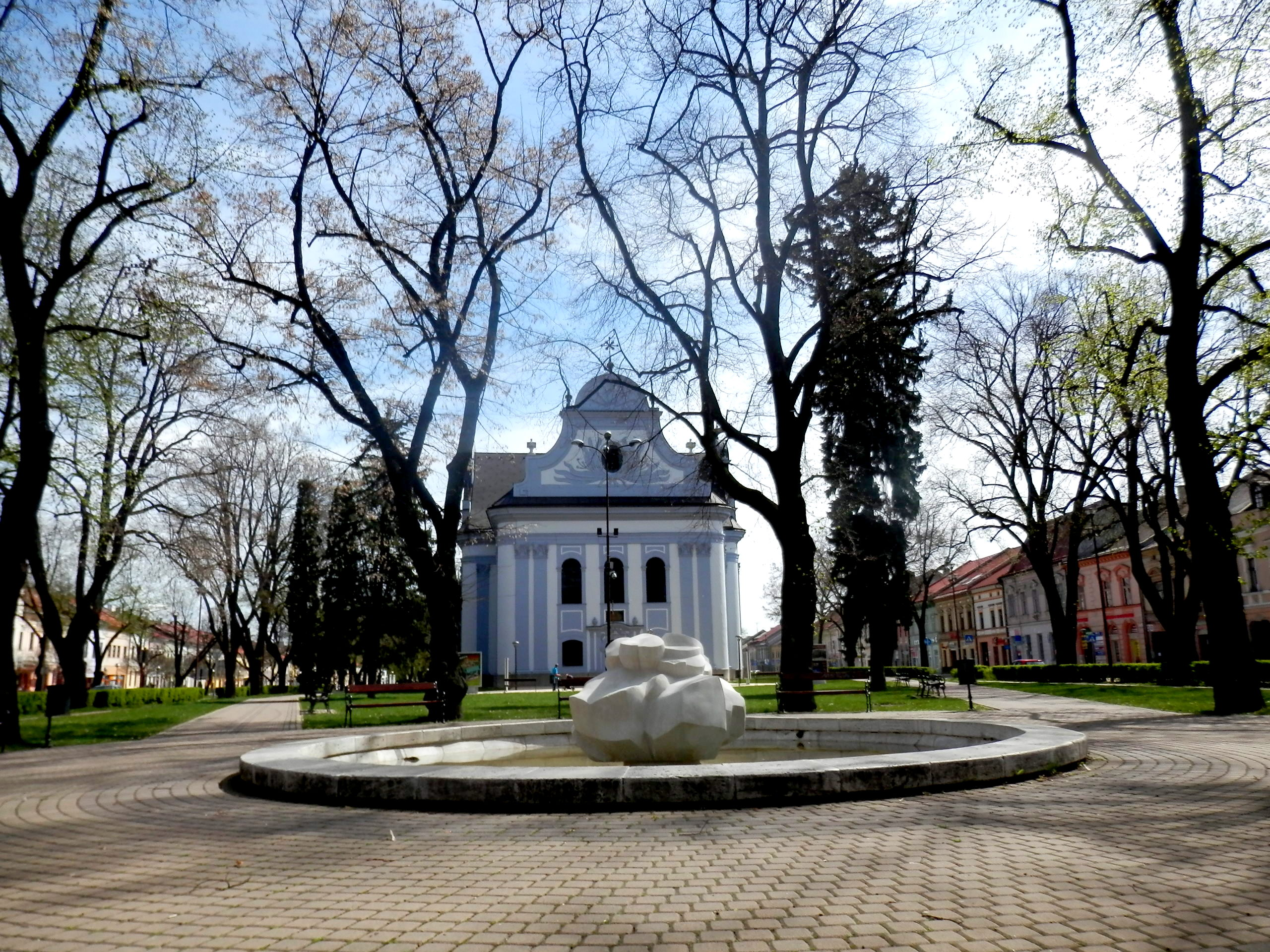
Kościół ewangelicki (tolerancyjny) w Nowej Wsi Spiskiej

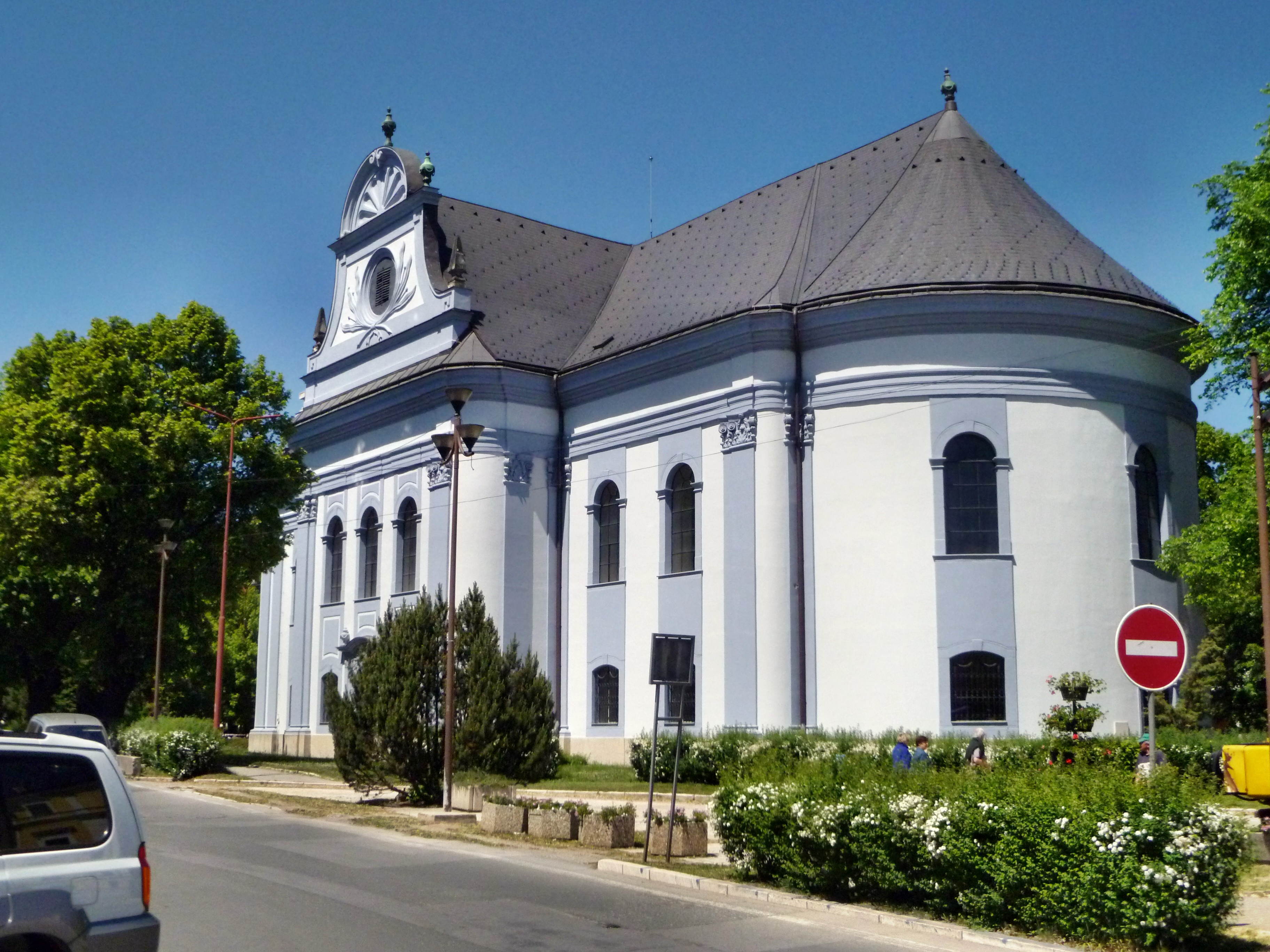
Kościół ewangelicki (tolerancyjny) w Nowej Wsi Spiskiej

Kościół ewangelicki w Nowej Wsi Spiskiej – świątynia wyznania ewangelicko-augsburskiego w Nowej Wsi Spiskiej na Słowacji. Usytuowany jest w zachodniej części spiskonowowiejskiego rynku (dziś Plac Ratuszowy, słow. Radničné námestie).
Murowany na planie krzyża greckiego o zaokrąglonych narożnikach, został zbudowany w stylu klasycystycznym w latach 1790-1796. Należy do dużej grupy tzw. kościołów tolerancyjnych, wzniesionych po Patencie tolerancyjnym cesarza Józefa II z 1781 r. Wznoszenie tych budowli podlegało wielu ograniczeniom, m.in. nie mogły one posiadać wież, co zachowało się do dziś w przypadku omawianego kościoła. W bryle świątyni zwracają też uwagę wysokie szczyty zdobione stiukowym ornamentem i wielkie okna.
Rozległe wnętrze z emporami, ozdobionymi skromnymi festonami, zostało zaaranżowane tak, by pomieścić jak największą liczbę wiernych. Zajmują je rzędy ławek, wykonanych z drewna modrzewiowego przez mistrza stolarskiego Thomasa Therna w 1797 r. W ołtarzu głównym znajduje się obraz ze sceną modlitwy Chrystusa na Górze Oliwnej, dzieło malarza Jana Jakuba Stundera z Kopenhagi z 1797 r., oraz alabastrowa płaskorzeźba przedstawiająca rozmowę Chrystusa z Samarytanką przy studni. Również polichromowana kazalnica i chrzcielnica pochodzą z końca XVIII w. Organy wykonał w latach 1822-1823 wiedeński mistrz Friedrich Deutschman. Żyrandole w nawie pochodzą z 1870 r. Od lipca 2013 r. w kościele znajdują się oryginały rzeźb czterech ewangelistów, które pierwotnie wieńczyły bramę wejściową spiskonowowiejskiego cmentarza.
Na chórze muzycznym, za prospektem organowym, znajduje się cenna biblioteka dawnego gimnazjum ewangelickiego w Nowej Wsi Spiskiej.
Dzięki wysokiej klasie organów oraz doskonałej akustyce kościół jest miejscem, w którym odbywają się liczne koncerty organowe oraz inne imprezy muzyczne.